# Hisarcık (Melikgazi)
Hisarcık, früher Asarcık, ist eine frühere Gemeinde und heute ein Ortsteil von Melikgazi im gleichnamigen Bezirk der türkischen Provinz Kayseri.
Hisarcık liegt im Südwesten des Bezirks, etwa 20 Kilometer südwestlich von Melikgazi und 10 Kilometer südlich des Stadtzentrums von Kayseri. Es gehört zu den südlichen Vororten des Provinzzentrums. Der Ort liegt am Nordhang des Vulkans Erciyes Dağı.
In der Umgebung von Hisarcık wurden am Anfang des 20. Jahrhunderts die späthethitische Felsinschrift und die Stele von Hisarcık gefunden, die beide in luwischen Hieroglyphen verfasst sind. Letztere befindet sich heute im Archäologischen Museum Kayseri, die Felsinschrift ist  infolge der Urbanisierung und Überbauung der Landschaft nicht mehr auffindbar.